# Red Harvest (groupe)
Pour les articles homonymes, voir Red Harvest.
Red Harvest est un groupe de metal industriel norvégien, originaire d'Oslo. Il est cofondé par Thomas Brandt (bassiste) et Jimmy Ivan Bergsten (guitare, chant) en 1989, avant sa séparation en 2010. Le groupe se reforme pour un temps en 2015.

## Biographie
Red Harvest devient actif dans le milieu du thrash metal dès la fin des années 1980,. Auteur de deux démos en 1989 et 1990, Ocultica et Psychotica, respectivement, le groupe vivote avant de sortir en 1992 son premier album de thrash metal Nomindsland. Lars Sorensen rejoint Red Harvest pour l'enregistrement et le mixage de There’s Beauty in the Purity of Sadness et devient membre permanent l'année suivante. Avec ce disque, Red Harvest adopte un style plus personnel, un mix entre le metal progressif, le rock gothique, le metal industriel et le doom metal. La vidéo Wounds (premier titre de l'album There’s Beauty in the Purity of Sadness) permet à Red Harvest de passer sur MTV et d'être exposé au grand public malgré la violence véhiculée par le groupe.
En 1994, Kjetil (guitare et chant) connaissant les membres du groupe (ils officient ensemble au sein du combo industrial death Dunkelheit), complète la formation. Deux nouvelles sorties interviennent, et notamment Hybreed en 1996,. Suit une tournée avec Type O Negative. En 1997, c'est Erik Wroldsen qui remplace Cato Bekkevold à la batterie. Ainsi stabilisé, Red Harvest peut prendre son temps pour peaufiner ses futurs albums.
Entre 2001 et 2004, Cold Dark Matter, Sic Transit Gloria Mundi et Internal Punishment Programs assoient la réputation du groupe, créatif et novateur, à l'époque sur le label de Samoth (Emperor), Nocturnal Art Productions. En 2005, le groupe signe chez Season of Mist pour son huitième album studio, A Greater Darkness, puis annonce une tournée européenne avec Arcturus. Entretemps, le DVD Harvest Bloody Harvest sort à l'automne 2006. A Greater Darkness sort en février 2007 et perpétue la qualité d'un groupe désormais incontournable.
Red Harvest se sépare en mai 2010, mettant un terme à une carrière longue d'une vingtaine d'années sans jamais avoir vraiment réussi à toucher un public très large. En 2014 sort le coffret Anarchaos Divine: The Trinity of the Soundtrack to the Apocalypse. Le groupe se reforme pour un temps en 2015.

## Membres

### Derniers membres
- Thomas Brandt - basse (1989-2010, 2015)
- Jimmy « Ofu Khan » Ivan Bergsten - chant, guitare (1989-2010, 2015)
- Lars « LRZ » Sorensen - claviers, programmations, samples (1994-2010, 2015)
- Kjetil « Selveste TurboNatas » Eggum - guitare (1994-2010, 2015)
- Erik « E Wroldsen » Wroldsen - batterie (1997-2010, 2015)

### Anciens membres
- Jan Nygaard - guitare (1989-1994)
- Cato Bekkevold - batterie (1989-1997)

## Discographie

### Albums studio
- 1992 : Nomindsland
- 1994 : There's Beauty in the Purity of Sadness
- 1996 : HyBreed
- 2000 : Cold Dark Matter
- 2002 : Sick Transit Gloria Mundi
- 2004 : Internal Punishment Programs
- 2007 : A Greater Darkness

### Démos
- 1989 : Occultica
- 1990 : Psychotica

### EP
- 1995 : The Maztürnation
- 1998 : NewRage World Music
- 2001 : New World Rage Music

### Autres
- 2003 : Zyklon / Red Harvest (split)
- 2006 : Harvest Bloody Harvest (DVD)
- The Red Line Archives (best-of/compilation)